# エヴェレ
エヴェレ（フランス語、オランダ語: Evere）は、ベルギーのブリュッセル首都圏地域に属する19の基礎自治体の一つ。2006年1月1日時点の基礎自治体の人口は33,462人であり、面積は5.02 km²であることから、人口密度は6,668人/km²である。

## 発音
- フランス語: [eˈvɛːʁ]（エヴェール）
- オランダ語: [ˈeːvərə] ( 音声ファイル)（エーヴェレ）

## 名所
ブリュッセル墓地はザヴェンテムとエヴェレの間に位置している。
2008年9月には、1841年に建てられた風車が、「ブリュッセル・ミル・アンド・フード博物館」としてオープンした。
エヴェレにはハルとビルボールデとを結ぶ26号線のエヴェレ駅とボーデット駅がある。
また、北大西洋条約機構の本部がエヴェレとハーレンに位置している。
チャールズ・リンドバーグはパリへの飛行を1927年に終えて以後、スピリット・オブ・セントルイス号でエヴェレの空軍基地に降り立ち、25,000人以上の群衆に歓迎された。

## スポーツ
エヴェレはラグビーチームのBUCサン・ジョスの本拠地である。

## ギャラリー

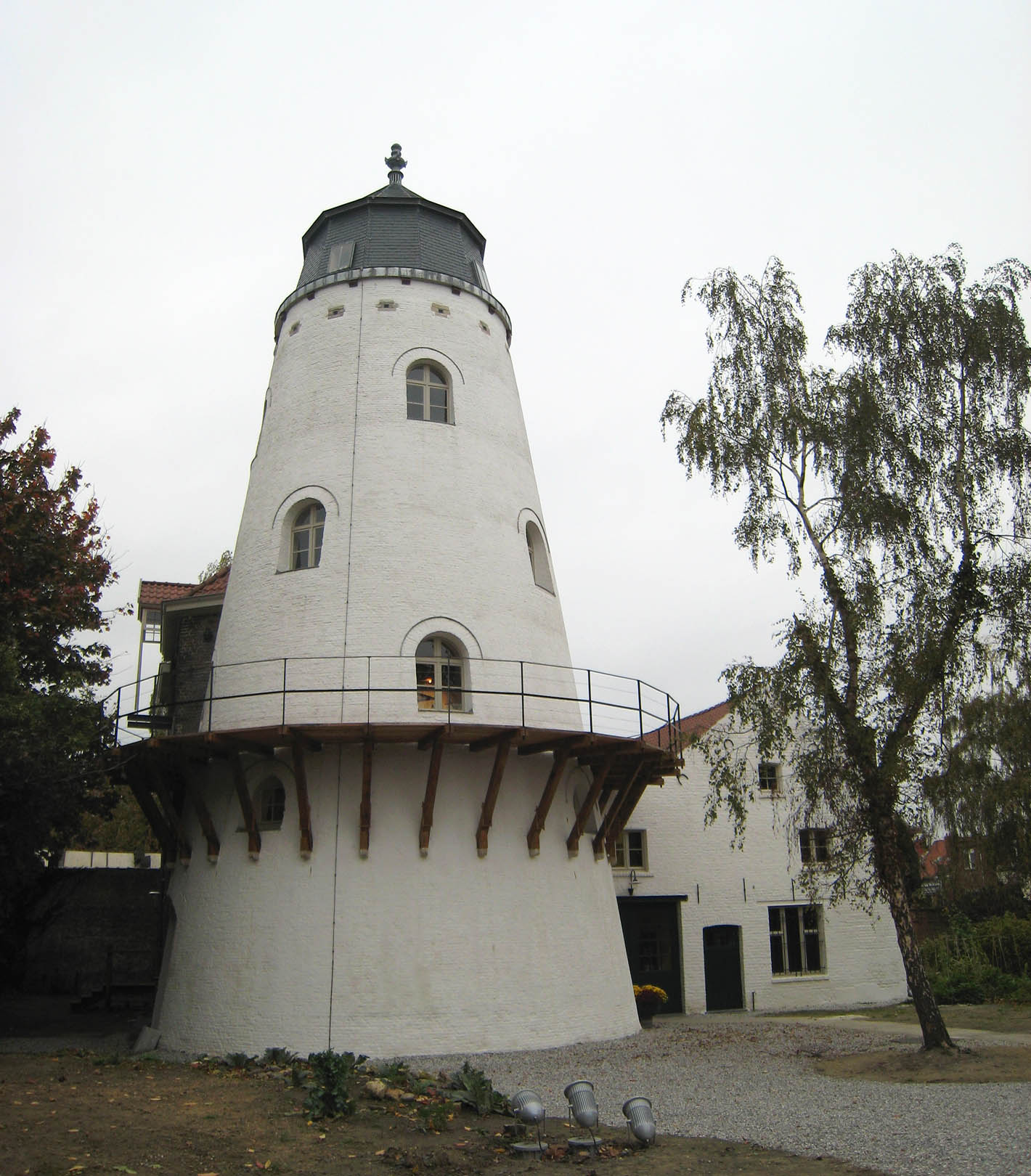
水車小屋